# Klong Seng
Klong seng (thailändisch กลองเส็ง) ist eine zweifellige Röhrentrommel in der Nordostregion (Isan) von Thailand.
Der Korpus wird aus einem Baumstamm ausgehöhlt. Die beiden Membranen aus Rindshaut werden mit Schnüren gegeneinander verspannt. Die Trommelschlägel bestehen aus dem Holz der Tamarinde und sind am Kopf mit einem Überzug aus Blei versehen.
Die klong seng wird entweder solo oder in einem Ensemble gespielt, etwa zur Tanzbegleitung.